# Felipe Carrillo Puerto, Michoacán de Ocampo
Felipe Carrillo Puerto är en ort i Mexiko.   Den ligger i kommunen Buenavista och delstaten Michoacán de Ocampo, i den södra delen av landet, 400 km väster om huvudstaden Mexico City. Felipe Carrillo Puerto ligger 334 meter över havet och antalet invånare är 9 256.
Terrängen runt Felipe Carrillo Puerto är huvudsakligen platt, men österut är den kuperad. Runt Felipe Carrillo Puerto är det ganska glesbefolkat, med 38 invånare per kvadratkilometer. Närmaste större samhälle är Tepalcatepec, 15,0 km väster om Felipe Carrillo Puerto. Omgivningarna runt Felipe Carrillo Puerto är en mosaik av jordbruksmark och naturlig växtlighet.